# Acanthopharynx affinis
Acanthopharynx affinis är en rundmaskart som beskrevs av Marion 1870. Acanthopharynx affinis ingår i släktet Acanthopharynx och familjen Desmodoridae. Inga underarter finns listade i Catalogue of Life.